# Tramvajová doprava v Mariánských Lázních
V západočeském lázeňském městě Mariánské Lázně byla v letech 1902 až 1952 v provozu malá tramvajová síť.

## Historie

### Vznik sítě
Stejně jako v několika dalších městech (např. Jihlava nebo Olomouc) byla důvodem vzniku tramvajové dopravy železnice, respektive nádraží, které bylo situováno poměrně daleko od centra města. Mariánské Lázně byly železnicí s okolním světem spojeny v roce 1872. Od té doby jezdily od železniční stanice do středu města hotelové omnibusy, které však kapacitně příliš nevyhovovaly. Proto se často diskutovalo o zavedení koňské nebo parní tramvaje. Na přelomu 19. a 20. století byla městskou radou vybrána nabídka budapešťské společnosti Ganz, která počítala s výstavbou elektrické tramvaje. V létě 1901 byla zahájena výstavba vozovny, o něco později začaly terénní úpravy pro položení kolejí.

### Provoz
Pravidelný provoz byl zahájen 12. května 1902 na trati o rozchodu 1000 mm spojující nádraží s centrem města. Tramvaje jezdily na jednokolejné trati o délce přibližně 2300 m se třemi krátkými výhybnami. Malá vozovna, ke které vedla 200 m dlouhá manipulační kolej, byla umístěna poblíž železniční stanice. Mariánskolázeňská pouliční dráha měla rovněž jedno (později dvě) prvenství: jako jediná v Česku vystoupala do nadmořské výšky více než 600 m. Navíc po ukončení provozu tramvají v Českém Těšíně šlo o nejmenší tramvajový provoz ve státě.
Ve 20. a 30. letech minulého století se několikrát jednalo o prodloužení tratě (např. k Lesnímu prameni), k tomu však nikdy nedošlo. Po 2. světové válce bylo rozhodnuto starý, opotřebovaný a nevyhovující tramvajový provoz nahradit moderním dopravním prostředkem – trolejbusem. Poslední tramvaje v Mariánských Lázních vyjely 26. dubna 1952 (administrativně byla dráha zrušena až k 31. prosinci 1952).

## Vozový park
Mezi lety 1902 a 1952 bylo v Mariánských Lázních v provozu celkem osm motorových a čtyři vlečné vozy. Tři motorové byly po druhé světové válce přestavěny na vlečné.
Na zahájení provozu byly dodány čtyři malé motorové (Ganz Budapešť) a dva otevřené vlečné vozy (taktéž Ganz). Již v roce 1903 byly zakoupeny od pražské firmy Ringhoffer dva velké motorové a dva otevřené vlečné vozy. Poslední rozšíření vozového parku se konalo v roce 1931, kdy byly dodány dva moderní motorové vozy z vagónky Česká Lípa.